# Voo LANSA 508
O voo LANSA 508 foi um voo doméstico regular de passageiros operado pela Lineas Aéreas Nacionales Sociedad Anonima (LANSA), que caiu em meio a uma tempestade vindo de Lima em Pucallpa, Peru, em 24 de dezembro de 1971, matando 91 pessoas, todos os seis tripulantes e 85 de seus 86 passageiros.  Foi o pior desastre aéreo envolvendo um raio na história. A única sobrevivente foi Juliane Koepcke, de 17 anos, que, enquanto estava amarrada a seu assento, caiu 3,200 m (10,500 ft) na floresta amazônica. Ela sobreviveu à queda e foi capaz de caminhar pela selva por 10 dias até ser resgatada por madeireiros locais. O Electra foi o último avião da LANSA. Após o acidente, a empresa teve sua licença de operação cassada onze dias depois, e encerrou suas atividades em 1972. 

Trajetória de voo aproximada do voo LANSA 508

## Acidente
O voo 508 da LANSA partiu do Aeroporto Internacional Jorge Chávez, em Lima, pouco antes do meio-dia da véspera de Natal, a caminho de Iquitos, no Peru, com parada programada em Pucallpa, no Peru. Após 40 minutos de voo, a aeronave voava a cerca de 6,400 m (21,000 ft) acima do nível médio do mar, quando encontrou uma área de trovoadas e turbulência severa. Mas a tripulação decidiu continuar o voo apesar do clima perigoso à frente, aparentemente por causa da pressão para cumprir o cronograma de férias.
Após entrar na área de tempestade, o avião foi atingido por um raio em um dos tanques de combustível na asa direita, que se incendiou em seguida. A asa, então, desprendeu-se da fuselagem do avião. Este começou a se partir, e em seguida caiu na floresta amazônica. 
Investigadores peruanos citaram "Voo intencional em condições climáticas perigosas" como a causa do acidente.

## Mortos e sobreviventes
A única sobrevivente foi Juliane Koepcke, de 17 anos, que caiu de uma altura de mais de 3000 m, presa ao seu assento. Apesar de uma clavícula quebrada, um corte profundo na perna esquerda, uma lesão no olho e uma concussão, ela foi capaz de caminhar pela densa floresta amazônica por 10 dias e encontrar abrigo em uma cabana. Lenhadores locais a encontraram e a levaram de canoa de volta à civilização.  
Mais tarde, foi determinado que até 14 outros passageiros também sobreviveram à queda do avião, mas morreram devido aos graves ferimentos aguardando o resgate.  

## Dramatização
O filme "Dez Dias de Agonia" (1974) é baseado na história. A história de Koepcke também foi contada em 2000 no documentário As Asas da Esperança, do diretor Werner Herzog. As memórias de Koepcke, Als ich vom Himmel fiel, foi publicado pela editora alemã Piper Malik em 10 de março de 2011. (A edição em inglês When I Fell From the Sky, foi publicada pela Titletown Publishing em novembro de 2011). 
O Acidente também foi retratado na série de TV "Catástrofes Aéreas" do "Discovery Channel ", no episódio especial "Clima Extremo", onde são retratados vários acidentes aéreos, onde as condições climáticas extremas contribuíram para os acidentes.  

## Curiosidades
Um ano antes, em 9 de agosto de 1970, um outro acidente envolvendo outro voo da LANSA, com um avião do mesmo modelo, caiu logo após a decolagem. Após um dos motores incendiar-se, o piloto fez uma curva para tentar voltar à pista, mas perdeu altitude rapidamente. O avião caiu perto da pista e incendiou-se. Assim como no LANSA 508, apenas uma pessoa sobreviveu: o co-piloto Juan Loo, de 26 anos, encontrado vivo nos destroços da cabine do piloto gravemente queimado. Nesse acidente, 101 pessoas morreram, incluindo duas pessoas em solo.